# Kurt Stengel (Offizier)

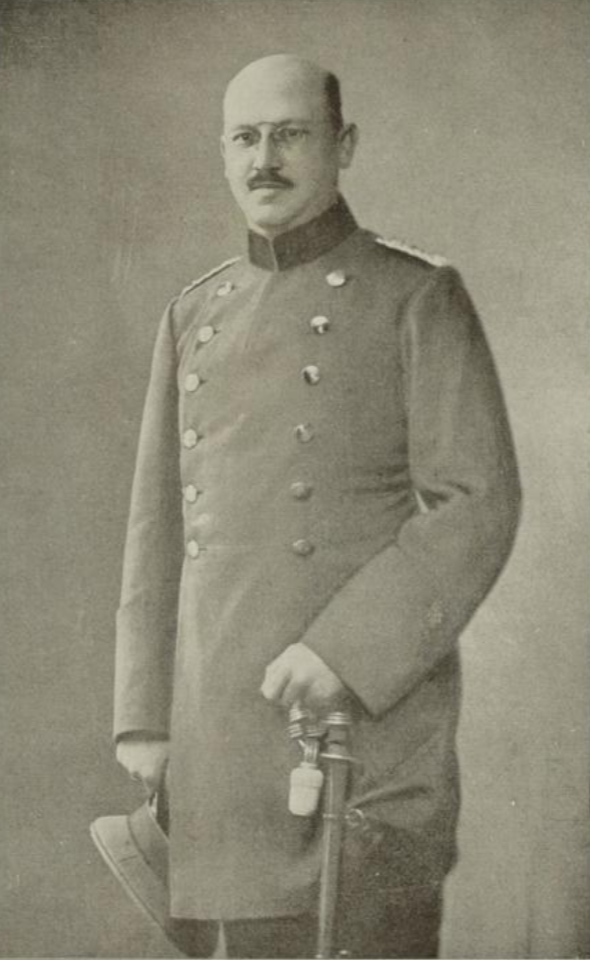
Kurt Stengel

Hermann Kurt Stengel (* 3. Juni 1862 in Dresden; † 19. November 1917 bei Biache-Saint-Vaast) war ein sächsischer Oberst im Ersten Weltkrieg.

## Leben
Stengel trat 1882 als Avantageur in das Schützen-(Füsilier-)Regiment „Prinz Georg“ Nr. 108 der Sächsischen Armee ein und avancierte bis Ende Januar 1884 zum Leutnant in der 1. Kompanie. Am 24. März 1891 stieg er zum Premierleutnant auf und wurde unter Beförderung zum Hauptmann am 17. Mai 1896 Chef der 13. Kompanie. Kurz darauf folgte seine Versetzung zur 1. Kompanie des neuerrichteten 13. Infanterie-Regiments Nr. 178. Unter Stellung à la suite seines Regiments wurde er am 30. März 1900 Kompaniechef zum Kadettenkorps unter Oberst Otto von Tettenborn kommandiert. 1903 trat er als Kompaniechef im 5. Infanterie-Regiment „Kronprinz“ Nr. 104 wieder in den Truppendienst zurück. Nachdem man Stengel am 7. Juli 1905 vom 20. Juli des Jahres ab zunächst zur Dienstleistung bei der Munitionsfabrik in Dresden kommandiert hatte, wurde er am 23. September 1905 zum Direktor ernannt und am 20. April 1906 zum Major befördert. Unter Ernennung zum Bataillonskommandeur schloss sich am 27. März 1909 eine Verwendung im 11. Infanterie-Regiment Nr. 139. Im September 1909 erhielt Stengel die Erlaubnis zur Annahme des Roten Adlerordens IV. Klasse und er rückte am 20. März 1912 zum Oberstleutnant auf. Mit Wirkung vom 1. April 1912 wurde er zum Referent bei der Feldzeugmeisterei ernannt und zugleich mit der Wahrnehmung der Geschäfte des Inspizienten der Waffen bei den Truppen beauftragt.
Nach Ausbruch des Ersten Weltkrieges blieb er zunächst in seiner Position und wurde am 3. August 1914 zum Kommandeur des einen Tag zuvor mobilisierten Reserve-Infanterie-Regiments Nr. 102 ernannt. Er avancierte in dieser Position zum Oberst und wurde im Oktober 1914 mit dem Eisernen Kreuz II. Klasse ausgezeichnet. Nachdem er auch mit dem Offizierskreuz des Albrechts-Ordens ausgezeichnet wurde, erhielt er im noch im November desselben Jahres das Eiserne Kreuz I. Klasse. Am 7. Mai 1915 wurde er Kommandeur der 46. Reserve-Infanterie-Brigade. Er wurde am 17. Juni 1915 als Nachfolger von Oberst Aurel Pfeil zum Kommandeur der 47. Landwehr-Brigade ernannt. Am 21. April 1916 wurde er Kommandeur der 8. Infanterie-Brigade Nr. 89. Er nahm mit diesem Verband an der Schlacht an der Somme teil, erkundigte sich eigenständig über die Lage seiner Truppen und erließ umsichtig die nötigen Befehle und Anordnungen. Für seinen persönlichen Einfluss auf Unterführer und Mannschaften während der schweren Kämpfe wurde er am 31. August 1916 mit dem Ritterkreuz des Militär-St.-Heinrichs-Ordens beliehen.
Stengel fiel während der Kämpfe um Biache. Er wurde unter feierlicher Beerdigung und zahlreichen Ehrengästen, darunter Prinz Johann Georg, General der Infanterie Karl Ludwig d’Elsa, Generalleutnant Viktor von Wilsdorf, Generalleutnant Otto von Tettenborn, Stadtkommandant Egon von Schlieben und Generalmajor Artur Zschille, auf dem Garnisonsfriedhof in Dresden begraben.
Er war mit Elsa Haßler verheiratet und bekam mindestens einen Sohn, den späteren Generalmajor Christoph Stengel.